# Новый Шимбер
Но́вый Шимбе́р (тат. Яңа Шимбер) — деревня в Атнинском районе Республики Татарстан, в составе Нижнекуюкского сельского поселения.

## Этимология
Топоним произошёл от татарского слова «яңа» (новый) и ойконима «Иске Шимбер» (Старый Шимбер).

## География
Деревня находится в 1 км от реки Ашит, в 16 км к западу от районного центра — села Большая Атня.

## История
Деревня Новый Шимбер (также была известна под названием Борисовские Отары) упоминается в первоисточниках с 1724 года.
В сословном плане, вплоть до 1860-х годов жители деревни относились к государственным крестьянам. Их основными занятиями в то время были земледелие, скотоводство. 
В «Списке населенных мест по сведениям 1859 года», изданном в 1866 году, населённый пункт упомянут как казённая деревня Борисовские Отары (Новый Шимбирь) 2-го стана Царёвококшайского уезда Казанской губернии. Располагалась при речке Шимбире, по правую сторону транспортного тракта из Казани в Вятскую губернию, в 130 верстах от уездного города Царёвококшайска и в 4 верстах от становой квартиры в казённой деревне Уразлино (Казаклар). В деревне в 113 дворах жили 742 человека (372 мужчины и 370 женщин). Была мечеть. 
В начале XX века в деревне действовала мечеть.
С 1929 года в селе работали коллективные сельскохозяйственные предприятия.
Административно, до 1920 года деревня относилась к Царёвококшайскому уезду Казанской губернии, с 1920 года — к Арскому кантону, с 1930 года (с перерывом) — к Атнинскому (Тукаевскому) району Татарстана.

## Население
Динамика
По данным переписей, население деревни увеличивалось с 69 душ мужского пола в 1782 году до 742 человек в 1859 году. В последующие годы численность населения деревни уменьшалась и в 2015 году составила 56 человек.
Национальный состав
Согласно результатам переписи 2002 года, в национальной структуре населения села татары составляли 100% из 75 человек.

## Известные уроженцы
А. А. Сафаров (р. 1961) — государственный деятель, генерал-лейтенант полиции; с 1998 года министр внутренних дел по РТ; с 2012 года заместитель Премьер-министра РТ; с 2013 года руководитель Аппарата Президента РТ.

## Экономика
Жители работают преимущественно в агрофирме «Уныш».

## Инфраструктура
В деревне действует фельдшерско-акушерский пункт.